# FC Dumbarton
Der Dumbarton Football Club ist ein schottischer Fußballverein. Der Verein ist in der Stadt Dumbarton, West Dunbartonshire ansässig. Zurzeit spielt die Mannschaft des Vereins in der zweitklassigen Scottish Championship. Der Dumbarton Football Club ist nach dem FC Queen’s Park (1867), dem FC Kilmarnock (1869) und dem FC Stranraer (1870) der viertälteste Fußballverein Schottlands.

## Geschichte

### 1872 bis 1899
1872 gründete eine kleine Gruppe junger Männer den FC Dumbarton. Bereits 1873 wurde der Verein Mitglied der SFA.
Die ersten Erfolge stellten sich schnell ein und Dumbarton war einer der dominierendsten Vereine in Schottland Ende des 19. Jahrhunderts. 1879 bezog man eine feste Heimstätte, den Boghead Park. In fünf Jahren blieb man im Boghead Park ungeschlagen.
1883 gewann der Verein mit dem Schottischen Pokal den ersten Titel. Insgesamt sechs Mal spielte man im Finale, wobei man fünf Mal als Verlierer den Platz verließ. Als schottischer Pokalsieger traf man auf den englischen Pokalsieger Blackburn Olympic und gewann das Spiel mit 6:1.
1890 wurde die Scottish League eingeführt und gleich in ihrem ersten Jahr konnte Dumbarton den Titel erringen. Am Ende der Saison war man punktgleich mit dem Rangers FC. Das Entscheidungsspiel endete 2:2, so dass der Titel an beide Vereine ging. Betrachtet nach Toren und Gegentoren, wäre Dumbarton der alleinige Meister gewesen. Bereits ein Jahr später wurde der Dumbarton Football Club alleiniger Champion mit 37 Punkten. Im Laufe der Saison brachte man den Rangers die höchste Liganiederlage der Vereinsgeschichte bei, als diese mit 6:0 besiegt werden konnten.

### 1900 bis 2015
Im Jahr 1911 gewann Dumbarton zwar die zweite Liga, doch gab es zu diesem Zeitpunkt noch keinen sportlichen Aufsteiger. Dumbarton musste in der zweiten Liga verbleiben. Erst nach Ende des Ersten Weltkriegs wurde 1921 der sportliche Aufstieg eingeführt. Es war aber in diesem Falle nicht zugunsten Dumbartons, denn am Ende der Saison musste man absteigen. Es sollte 50 Jahre dauern, bis Dumbarton wieder einer Top Division spielen konnte.
1954 war der Verein fast am Ende, es musste ein neues Präsidium gewählt werden, und nur eine Spendenaktion konnte den Verein am Leben halten. Als Dumbarton Mitte der 1960er-Jahre erneut in finanzielle Schwierigkeiten geriet, bat man einen lokalen Wirtschaftsboss dem Präsidium beizutreten. Durch ihn kamen auch mehr und mehr professionelle Strukturen in den Verein.
1972 stieg man durch einen Sieg am letzten Spieltag über die Berwick Rangers nach fast 60 Jahren wieder in die erste Liga auf.
Während der Saison 1972/73 wechselte Trainer Jackie Stewart zum FC St. Johnstone. Sein Assistent Alex Wright übernahm. Dumbarton konnte sich erst am letzten Spieltag vor einem erneuten Abstieg retten. In den Folgejahren war es Dumbarton erstmals möglich, eigene Spieler auszubilden und zu fördern. Dies waren Spieler wie Murdo MacLeod, Graeme Sharp oder auch Ian Wallace, welcher für eine Million Pfund verkauft wurde.
Aufgrund einer Restrukturierung der Liga und der damit verbundenen Einführung der Scottish Premier League, musste Dumbarton dann erneut den Gang in die zweite Liga antreten. Allerdings konnte man in dieser Saison das Halbfinale des Schottischen Pokals erreichen. Dort hatte man gegen die Heart of Midlothian allerdings keine Chance.
1983/84 stieg der Club wieder in die erste Liga auf und auch prompt wieder ab. Von da an waren die restlichen Jahre in den 1980er-Jahren nur noch Überlebenskampf. In kürzester Zeit stieg man bis in die unterste Schottische Liga ab. Auch wenn es dann wieder nach oben ging, landete der Club 1997/98 wieder in der untersten Liga.
Erneute Auf- und Abstiege folgten in den nächsten Jahren, und am Ende der Saison 2007/08 fand man sich auf dem achten Platz der vierten Liga wieder. Ein Jahr später gelang der erneute Aufstieg in die dritte Liga.
In der Saison 2011/12 stieg der Verein über die Aufstiegsplayoffs erneut in die zweite Liga auf.

## Wappen und Spitzname
Das Vereinswappen ziert einen Elefanten mit einem Schloss dahinter. Es symbolisiert den Dumbarton Rock mit dem Dumbarton Castle. Man sagt der Felsen würde einem Elefanten ähneln. Der Spitzname des Vereins „The Sons“, leitet sich ab aus dem Begriff „Sons of the Rock“, welcher die Bewohner Dumbartons meint.

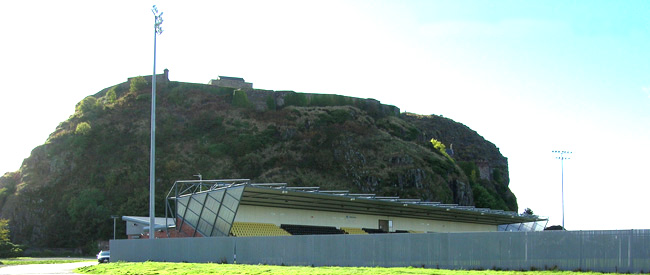
Das Cheaper Insurance Direct Stadium

## Stadion
1879 wurde das Stadion Boghead Park eingeweiht. Bis zum Mai 2000 sollte man in diesem Stadion spielen und stellte damit einen Rekord im britischen Fußball auf, da man 121 Jahre auf demselben Platz spielte. Seither trägt der Klub seine Heimspiele im Dumbarton Football Stadium aus.

## Erfolge
- Schottischer Meister:
  - Gewinner (2): 1890/91[1], 1891/92

- Scottish Second Division:
  - Gewinner (1): 1991/92

- Scottish Division Two:
  - Gewinner (2): 1910/11, 1971/72

- Scottish Third Division:
  - Gewinner (1): 2008/09

- Scottish Cup:
  - Gewinner (1): 1882/83

## Spieler und Trainer

### Hall Of Fame
Kürzlich benannten der Club und seine Fans ihre „Besten Spieler aller Zeiten“. Diese Spieler wurden in eine „Hall of Fame“ aufgenommen.
- Lawrie Williams
- Ray Montgomerie
- Murdo MacLeod
- Donald McNeill
- Colin McAdam
- Albert Craig
- Tom McAdam
- Johnny Graham
- Willie Wallace
- Kenny Wilson
- Charlie Gibson

### Andere erwähnenswerte Spieler
- Ralph Aitken
- Harry Chatton
- Finlay Speedie
- Graeme Sharp
- Alex Jackson
- Hughie Gallacher
- John Prentice
- Walter Smith
- Erich Schaedler
- Owen Coyle
- Paddy Flannery
- Neill Collins
- Jose Quitongo

### Trainerchronik
| Name              | Nat.       | Von            | Bis            | Rekord | Rekord | Rekord | Rekord | Rekord  |
| Name              | Nat.       | Von            | Bis            | P      | S      | U      | N      | % Siege |
| ----------------- | ---------- | -------------- | -------------- | ------ | ------ | ------ | ------ | ------- |
| Alan Adamson      | Schottland | Oktober 2010   |                | 50     | 19     | 10     | 21     |         |
| Jim Chapman       | Schottland | Dezember 2007  | Oktober 2010   | 113    | 40     | 27     | 46     | 35,39   |
| Gerry McCabe      | Schottland | Juni 2006      | November 2007  | 70     | 27     | 16     | 27     | 38,57   |
| Paul Martin       | Schottland | Dezember 2004  | Juni 2006      | 69     | 12     | 15     | 37     | 17,39   |
| Brian Fairley     | Schottland | März 2003      | Dezember 2004  | 75     | 33     | 11     | 31     | 44,00   |
| David Winnie      | Schottland | Juni 2002      | März 2003      | 36     | 12     | 6      | 18     | 33,33   |
| Tom Carson        | Schottland | Oktober 2000   | Juni 2002      | 72     | 34     | 13     | 25     | 47,22   |
| Jimmy Brown       | Schottland | März 1999      | Oktober 2000   | 71     | 27     | 10     | 34     | 38,02   |
| Ian Wallace       | Schottland | November 1996  | März 1999      | 105    | 30     | 26     | 49     | 28,57   |
| Jim Fallon        | Schottland | September 1995 | November 1996  | 51     | 3      | 6      | 42     | 05,88   |
| Murdo MacLeod     | Schottland | 1993           | September 1995 |        |        |        |        |         |
| Billy Lamont      | Schottland | April 1990     |                |        |        |        |        |         |
| Jim George        | Schottland | 1988           | April 1990     |        |        |        |        |         |
| Bertie Auld       | Schottland | Januar 1988    | April 1990     |        |        |        |        |         |
| Mark Clougherty   | Schottland |                | Januar 1988    |        |        |        |        |         |
| Alex Totten       | Schottland |                |                |        |        |        |        |         |
| Derek Whiteford   | Schottland | Mai            | Mai            |        |        |        |        |         |
| Davie Wilson      | Schottland |                | August 1985    |        |        |        |        |         |
| Billy Lamont      | Schottland |                |                |        |        |        |        |         |
| Sean Fallon       | Irland     | 1980           | 1981           |        |        |        |        |         |
| Davie Wilson      | Schottland | Mai 1977       | 1980           |        |        |        |        |         |
| Alex Wright       | Schottland | Januar 1973    | Mai 1977       |        |        |        |        |         |
| Jackie Stewart    | Schottland | November 1968  | Januar 1973    |        |        |        |        |         |
| Ian Spence        | Schottland |                | Oktober 1968   |        |        |        |        |         |
| Willie Toner      | Schottland | Oktober 1964   |                |        |        |        |        |         |
| Jackie Fearn      | Schottland | Mai 1962       | September 1984 |        |        |        |        |         |
| Bobby Campbell    | Schottland | April 1961     | Mai 1962       |        |        |        |        |         |
| Bobby Combe       | Schottland | Mai 1959       | November 1960  |        |        |        |        |         |
| Peter McGown      | Schottland | Mai 1954       | April 1959     |        |        |        |        |         |
| William Irvine    | Schottland | Juni 1950      | Mai 1954       |        |        |        |        |         |
| William Guthrie   | Schottland | August 1946    | Juni 1950      |        |        |        |        |         |
| Jackie Milne      | Schottland | Juni 1945      | August 1946    |        |        |        |        |         |
| Jimmy Smith       | Schottland | Januar 1939    | Juni 1940      |        |        |        |        |         |
| Donald Colman     | Schottland |                | 1931           |        |        |        |        |         |
| Pat Travers       | Schottland | Mai 1921       | Dezember 1920  |        |        |        |        |         |
| James Collins     | Schottland | September 1920 | Mai 1921       |        |        |        |        |         |
| George Livingston | Schottland | März 1919      | September 1920 |        |        |        |        |         |
| James Collins     | Schottland | Mai 1914       | März 1919      |        |        |        |        |         |

## Erläuterungen und Einzelnachweise
1. ↑  Die Meisterschaft wurde mit dem Rangers FC geteilt. Nach Ende der Saison hatten beide 29 Punkte. Ein Entscheidungsspiel zwischen beiden Vereinen endete 2:2